# ترس (فیلم ۱۹۹۶)
ترس (انگلیسی: Fear) فیلمی در ژانر نئو نوآر، مرموز، و شهوانی به کارگردانی جیمز فولی است که در سال ۱۹۹۶ منتشر شد. از بازیگران آن می‌توان به مارک والبرگ، ریس ویترسپون، ویلیام پترسن، آلیسا میلانو و ایمی برنمن اشاره کرد.